# Petite-Vallée
Petite-Vallée è un comune del Canada, situato nella provincia del Québec, nella regione di Gaspésie-Îles-de-la-Madeleine.